# Neomonecphora robusta
Neomonecphora robusta är en insektsart som beskrevs av Nast 1950. Neomonecphora robusta ingår i släktet Neomonecphora och familjen spottstritar. Inga underarter finns listade i Catalogue of Life.